# Shuigou (köpinghuvudort i Kina, Shaanxi, lat 34,75, long 107,01)
Shuigou är en köpinghuvudort i Kina. Den ligger i provinsen Shaanxi, i den nordvästra delen av landet, omkring 180 kilometer väster om provinshuvudstaden Xi'an. Antalet invånare är 9 220. Befolkningen består av 4 254 kvinnor och 4 966 män. Barn under 15 år utgör 15,0 %, vuxna 15-64 år 77 %, och äldre över 65 år 7,0 %.
Runt Shuigou är det ganska tätbefolkat, med 239 invånare per kvadratkilometer. Närmaste större samhälle är Qianyang Chengguanzhen, 15,9 km sydost om Shuigou. I omgivningarna runt Shuigou växer i huvudsak blandskog.
Genomsnittlig årsnederbörd är 674 millimeter. Den regnigaste månaden är september, med i genomsnitt 165 mm nederbörd, och den torraste är december, med 2 mm nederbörd.